# Ерньо Донаньї
Ерне Донаньї (також Ернст фон Донаньї, угор. Dohnányi Ernő [ˈdohnaːɲi ˈɛrnø], нім. Ernst von Dohnányi; 27 липня 1877, Братислава, Австро-Угорщина — 9 лютого 1960, Нью-Йорк, США) — угорський композитор, піаніст і диригент, педагог.

## Життєпис
Народився в місті Пожонь Королівства Угорщини, Австро-Угорської імперії (сьогодні Братислава, столиця Словаччини). Навчання музиці почав в 6 років під керівництвом свого батька, професора математики і віолончеліста-любителя. У 1885—1893 роках навчався грі на фортепіано і органі у Карла Форстнера (угор. Forstner Károly), органіста кафедрального собору в Пожоні (у нього ж пізніше вивчав гармонію). У 1886 році вступив до гімназії. У тому ж році, 3 листопада, в гімназії відбулося його перший публічний виступ — він брав участь у виконанні фортепіанного квартету соль мінор Моцарта. Перший сольний концерт Ернст дав 28 грудня 1890 року (Ноктюрн op.31 Шопена, Скерцо сі мінор Мендельсона, 8-я Рапсодія Ліста і власні твори — дві фантазії і скерцо). У гімназичні роки грав на органі в кафедральному соборі Пожоні, в євангелічній церкві в Брезнобанья і на суботніх месах в гімназії. У 1893—1897 роках навчався в Академії музики в Будапешті у Іштвана Томана і Ганса фон Кеслера, де його однокласником був Бела Барток. На цей час припадає перша публікація його твору — Фортепіанного квінтету до мінор, що заслужив схвалення Йоганнеса Брамса. У 1897 році брав уроки у Ежена д'Альбера.
Дебютував як піаніст у 1897 році в Берліні та Відні. З успіхом гастролював в Західній Європі (1898—1905) і США (1899), в Росії (1907). У 1902 році дебютував як диригент виконанням своєї увертюри Зріньї з Віденським симфонічним оркестром. У 1905—1915 роках викладав фортепіано у Вищій школі музики (з 1908 професор) в Берліні. У 1919 році, під час Угорської радянської республіки, був директором Вищої школи музичного мистецтва ім. Ліста в Будапешті, в 1919—1944 роках — диригент Будапештського філармонічного оркестру. У 1921—1927 роках гастролював в Європі і США в якості піаніста і диригента, в тому числі в авторських концертах; був головним диригентом симфонічного оркестру штату Нью-Йорк і запрошеним диригентом оркестру Консертгебау (Амстердам). У 1928 році дав свій 1500-й концерт.
З 1928 року викладав в Музичній академії Ференца Ліста в Будапешті, в 1934—1943 — її директор. У 1933 році організував перший Міжнародний фортепіанний конкурс Ференца Ліста. У 1931—1944 рр. — музичний директор Угорського радіо; в 1943 році створив симфонічний оркестр Угорського радіо. Відмовився співпрацювати з режимом Міклоша Горті (1921—1939) і критикував його за зв'язки з фашизмом. За свідченням Золтана Коду, він врятував сотні єврейських музикантів від арешту і депортації. У 1944 році в зв'язку з арештом його сина Ханса, залученого в змову 20 липня, і будучи незгодним з вигнанням осіб єврейської національності з музичної академії та оркестру, був позбавлений усіх посад.
24 листопада 1944 року покинув Угорщину з Ілоною Захар (яка стала згодом його дружиною) і її двома дітьми від попереднього шлюбу; після короткочасного перебування в Відні влаштувався в Нойкірхені-на-Вальді (Верхня Австрія). У липні 1945 року був запрошений американською військовою адміністрацією диригувати Брукнеровським оркестром в Лінці і потім отримав ангажемент на Зальцбурзький фестиваль 1945 року, який, втім, був скасований в серпні за політичними мотивами. 1 жовтня 1945 року в радіоповідомленні BBC World Service був звинувачений в тому, що сприяв передачі гестапо угорських артистів. Незважаючи на повідомлення міністра юстиції Угорщини про відсутність Е. Донаньї в списку військових злочинців, представники американської військової адміністрації не змогли надати йому захист від звинувачень «через його антиросійські тенденції». У 1946 році угорський уряд офіційно вніс його в список злочинців через його членство в угорському сенаті і зажадало від американської адміністрації його екстрадиції. У цьому ж році він дізнався про загибель своїх синів. У 1948 році виїхав до Аргентини. З 1949 року жив в США і отримав громадянство цієї країни в 1955, чому передувало ретельне розслідування його діяльності під час світової війни, яке визнало всі звинувачення проти нього неспроможними. Він був призначений професором композиції музичної школи Флоридського державного університету в Таллахассі. Помер в Нью-Йорку, коли записував свій 2-й фортепіанний концерт для лейбла Everest.
Серед його учнів в різні роки викладання — Ґеза Анда, Анні Фішер, Борис Голдовський, Едвард Кілен, Ґеорґ Шолті, Ласло Галас, Дердь Цифра, Ерне Сеґеді (угор. Ernö Szegedi), Крістоф Донаньї (онук), Балінт Важоньі.
Донаньї залишився відомий також як автор збірки вправ для розвитку фортепіанної техніки «Найважливіші вправи для пальців».

## Нагороди
- 2-а Королівська премія (1897) - за Симфонію фа мажор[
- 4-а Королівська премія (1897) - за увертюру Зріньї
- Приз (рояль) фірми Bösendorfer (1899) — за 1-й фортепіанний концерт
- Почесний доктор Угорського університету в Сегеді (1922)
- Премія 50 000 пенге від уряду Угорщини (1927) — з нагоди 50-річчя.
- Почесний член Королівської академії (Лондон, 1928)
- Премія 10 000 пенге від уряду Угорщини (1930) — за месу in dedicatione ecclesiae
- Почесний знак Матвія Корвіна (1930)
- Орден Почесного легіону, офіцерський хрест (1936)
- Почесний член верхньої палати угорського Сенату (1937) [5]
- Орден Заслуг німецького орла 3-го класу (25 листопада 1940)[15]
- Премія Кошута (1990, посмертно)